# Ceres (chichoreifabriek)

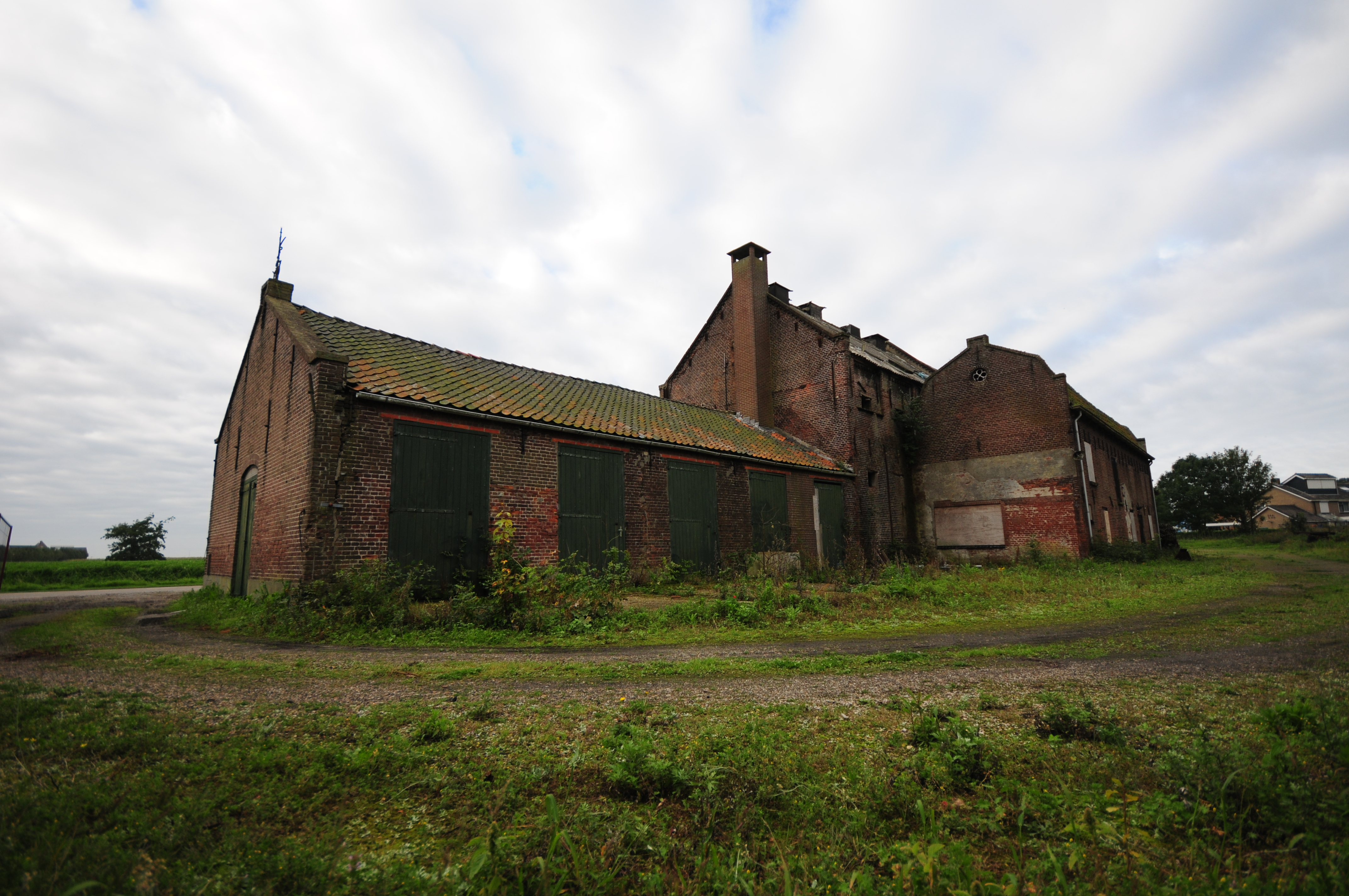
De Ceres, aan het Smalle Einde

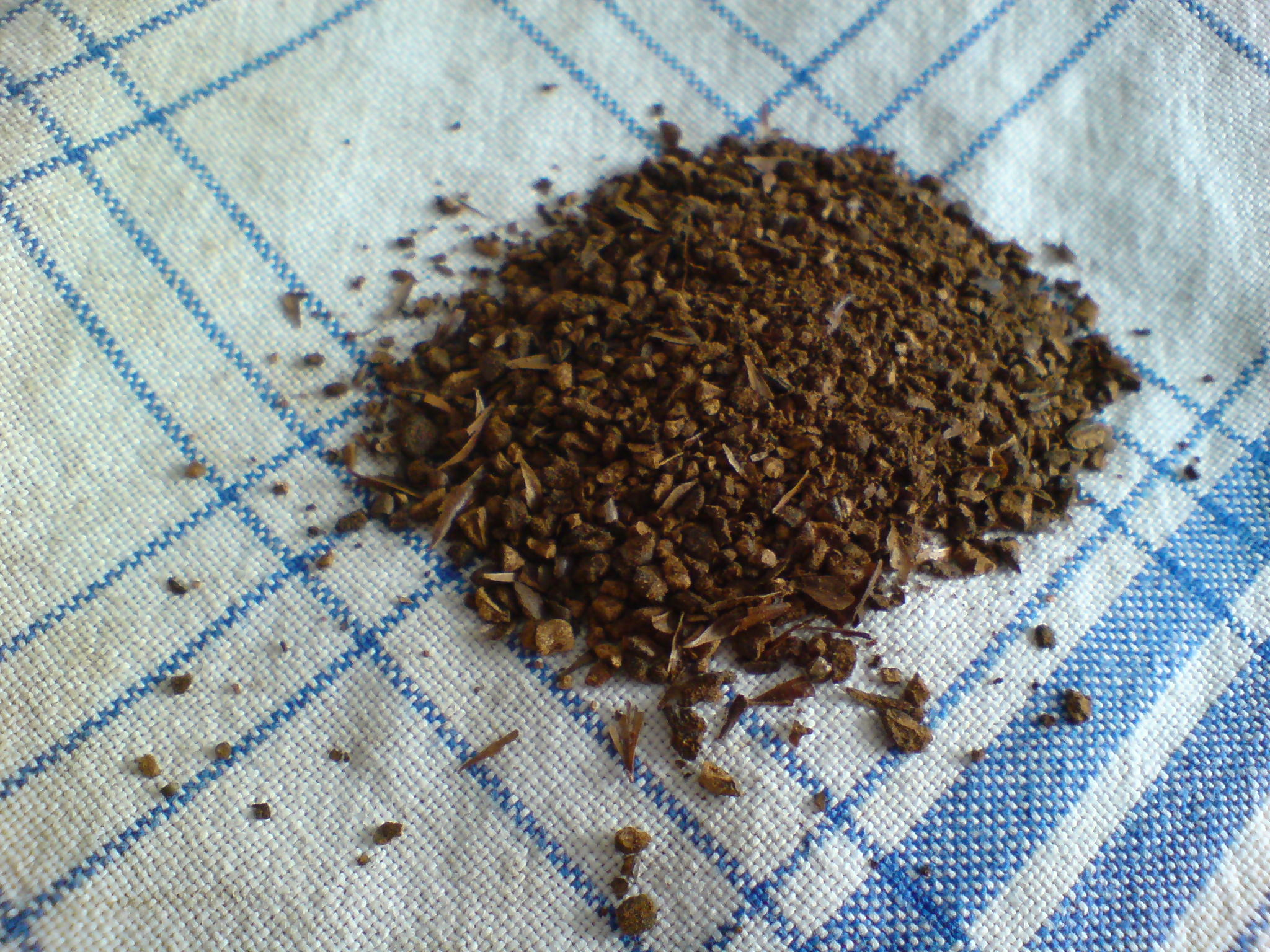
Koffiecichorei

De Ceres is een in 1902 en 1903 te Ouddorp gebouwde cichoreidrogerij, de eerste van Goeree-Overflakkee, in de Nederlandse provincie Zuid-Holland. Er volgden er later meer, waarvan enkele in Ouddorp. De Ceres is de enige die nog redelijk herkenbaar is overgebleven. Aan het eind van de jaren vijftig van de twintigste eeuw is de laatste partij cichorei uit Ouddorp verscheept en in 1963 werd er een gladiolendrogerij in gevestigd. Ook zijn in Ouddorp de Vooruitgang uit 1911 en de Onverwacht uit 1755 nog aanwezig, zij het in veel minder oorspronkelijke staat.
Cichorei is een plant, waarvan de wortels na branding konden worden gebruikt als koffiesurrogaat. Het drogen, branden en snijden van de cichoreiwortels gebeurde in fabrieken als de Ceres, die bijna allemaal buiten gebruik zijn gesteld en een zeldzame verschijning in Nederland zijn geworden. In de drogerij bevinden zich nog de vier open zogenaamde cokesvieren, waar de vuren voor het drogen van de cichorei werden gestookt.
De Ceres wordt door de Rijksdienst voor het Cultureel Erfgoed als gebouw met zeer hoge waarde geclassificeerd vanwege de cultuurhistorische en de architectuurhistorische waarde.